# گوتنبرگ (آیووا)
گوتنبرگ (به انگلیسی: Guttenberg) شهری در Iowa کشور United States است که جمعیت آن در سرشماری سال ۲۰۱۰ میلادی، ۱٬۹۱۹ نفر بوده‌است.

## موقعیت جغرافیایی
موقعیت جغرافیایی شهرها و مناطق اطراف به شرح زیر است: